# 唐河県
唐河県（とうか-けん）は中華人民共和国河南省南陽市に位置する県。

## 行政区画
- 街道:浜河街道、文峰街道、東興街道、興唐街道
- 鎮:源潭鎮、張店鎮、郭灘鎮、湖陽鎮、黒竜鎮、大河屯鎮、竜潭鎮、桐寨鋪鎮、蒼台鎮、上屯鎮、畢店鎮、少拝寺鎮、祁儀鎮、馬振撫鎮
- 郷:城郊郷、桐河郷、昝崗郷、古城郷、東王集郷